# Ethmia dodecea
Ethmia dodecea là một loài bướm đêm thuộc họ Ethmiidae. Nó được tìm thấy ở châu Âu.
Sải cánh dài 17–21 mm. Con trưởng thành bay từ tháng 5 đến tháng 8 tùy theo địa điểm.
Ấu trùng ăn Lithospermum officinale.

## Hình ảnh

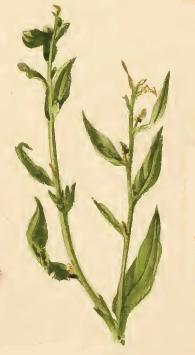
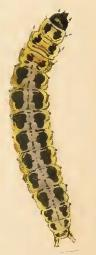
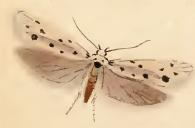